# Ху Ядань
Ху Ядань (19 січня 1996) — китайська стрибунка у воду.
Учасниця Олімпійських Ігор 2012 року. Срібна медалістка Чемпіонату світу з водних видів спорту 2011 року в стрибках з десятиметрової вишки.